# Tompkins County
Tompkins County je okres ve státě New York ve Spojených státech amerických. K roku 2010 zde žilo 101 564 obyvatel. Správním městem okresu je Ithaca. Celková rozloha okresu činí 1 233 km².